# Zet na punkcie muzyki
Zet na punkcie muzyki – muzyczna audycja radiowa nadawana na antenie Radia Zet od 7 września 2009 do 23 czerwca 2017 i ponownie od 8 września 2018. Program prowadzi Marcin Wojciechowski.

## Format
W ramach programu prowadzone są konkursy dla słuchaczy. Jedną z części audycji była Szczęśliwa siódemka, w której przedstawiany był wynik głosowania dziennego w Liście przebojów Radia Zet. Prezentowanych było siedem piosenek, na które internauci najczęściej głosowali. Stałe punkty programu dawniej to również: Nie tak dawno temu w muzyce, Strona B oraz Kopia czy oryginał?. 

### Konkursy
- Piosenki połączone,
- 10 płyt Radia Zet,
- Prawda czy fałsz,
- Płyta tygodnia.

## Prowadzący
W zastępstwie Marcina Wojciechowskiego program prowadzili również: Tomasz Kasprzyk, Agnieszka Kołodziejska, Tomasz Miara, Przemysław Cacak, Rafał Turowski, Marcin Sońta, Radomir Wit, Paweł Szreiber, Piotr Sworakowski, Mateusz Ptaszyński, Marcin Łukasik i Hubert Radzikowski.
W 2013 podczas Balu Radiowca Marcin Wojciechowski otrzymał za prowadzenie programu statuetkę w pierwszej edycji plebiscytu Radiofony w kategorii audycja radiowa.